# Brglezi
Bŕglezi (znanstveno ime Sittidae) so družina ptic iz reda pevcev (Passeriformes). V družini je en sam rod Sitta.
Družina brglezov je nekdaj vsebovala 23 vrst. Skalni plezalček Tichodroma muraria sedaj spada v samostojno družino skalnih plezalčkov Tichodromadidae, tako, da družina brglezov vsebuje 22 vrst v enem rodu.
V Evropi in v Sloveniji živi le (evroazijski) brglez Sitta europaea. Zgoraj je svinčeno siv, spodnjo stran pa ima rjasto rumeno. Podbradje in ogrlje sta bela, prek oči pa mu poteka črna proga. Njegova dolžina je 14 cm. Po navadi leta v parih in manjših družinah in se ne druži v velike jate. Živi v mešanih gozdovih s podrastjo. Ker se ne boji človekove bližine ga pogosto srečamo v parkih in sadovnjakih.

## Vrste brglezov
Največja raznolikost vrst družine Sittidae je v južni Aziji, kjer živi približno 15 vrst. Vendar pa ima ta družina predstavnike po večjem delu severne poloble. Spodaj je tabela trenutno priznanih vrst brglezev.
| Vrste v taksonomskem zaporedju                   | Vrste v taksonomskem zaporedju | Vrste v taksonomskem zaporedju | Vrste v taksonomskem zaporedju                                                            |
| Domače in dvočlensko ime                         | Image                          | Opis | Območje razširjenosti (če je znano)                                                       |
| ------------------------------------------------ | ------------------------------ | --- | ----------------------------------------------------------------------------------------- |
| Belolični brglez (Sitta leucopsis)               |                                | Dolžina 13 cm; bele ličnice, brada, grlo in spodnji del telesa, zgornji del telesa temno siv.                                                 | Zahodna Himalaja                                                                          |
| Przewalskijev brglez (Sitta przewalskii)         |                                | Dolžina 13 cm; bele ličnice, brada, grlo in spodnji del telesa, zgornji del temno siv                                                         | Jugovzhodni Tibet do zahodne Kitajske                                                     |
| Veliki brglez (Sitta magna)                      |                                | Dolžina 19,5 cm; sivkasti zgornji del in belkasti spodnji del telesa.                                                                         | Kitajska, Burma, Tajska                                                                   |
| Beloprsi brglez (Sitta carolinensis)             |                                | Dolžina 13–14 cm; bel obraz okoli oči, spodnji del telesa bel, zgornji del bledo modro-siv.                                                   | Severna Amerika od južnega dela Kanade do Mehike                                          |
| Lepi brglez (Sitta formosa)                      |                                | Dolžina 16,5 cm; črn hrbet z belimi progami, svetlo modro hrbet in ramena, oranžni spodnji del.                                               | Severovzhodna Indija, Burma, južna Kitajska in severna Jugovzhodna Azija                  |
| Modri brglez (Sitta azurea)                      |                                | Dolžina 13,5 cm; modri zgornji del in belkasti spodnji del telesa.                                                                            | Malezija, Sumatra, Java                                                                   |
| Velvet-fronted nuthatch (Sitta frontalis)        |                                | Dolžina 12,5 cm; vijolično-modro zgoraj, sivkaste ličnice, bež spodnji del, rdeč kljun, črna lisa na čelu.                                    | Indija, Šrilanka, od jugovzhodne Azije do Indonezije                                      |
| Rumenokljuni brglez (Sitta solangiae)            |                                | Dolžina 12,5–13,5 cm; bel spodnji del, modrikasti zgornji del, rumen kljun.                                                                   | Vietnam in otok Hainan (Kitajska)                                                         |
| Filipinski brglez (Sitta oenochlamys)            |                                | Dolžina 12,5 cm; rožnati spodnji del, rumen kljun, modrikasti zgornji del.                                                                    | Endemičen na Filipinih                                                                    |
| Pritlikavi brglz (Sitta pygmaea)                 |                                | Dolžina 10 cm; siva kapica, modro-siv zgornji del, belkasti spodnji del, bel madež na zatilju.                                                | Zahodna Severna Amerika (od Britanske Kolumbije do jugozahodne Mehike) (2,3 milijona)     |
| Rjavoglavi brglez (Sitta pusilla)                |                                | Dolžina 10,5 cm; rjava kapica, ozka črna proga ob očesu, bež beli ličnici, brada in trebuh, krila modro-siva, bel madež na zatilju.           | Endemičen v jugovzhodnih ZDA (1,5 milijona)                                               |
| Bahamski brglez (Sitta insularis)                |                                | Podoben rjavoglavemu brglezu, a s temnejšo progo ob očesu, daljši kljun, krajša krila, drugačen klic.                                         | Endemičen na Velikih Bahamih (1–49 oseblov, mogoče izumrli)                               |
| Junanski brglez (Sitta yunnanensis)              |                                | Dolžina 12 cm; sivkasti zgornji del, belkasti spodnji del.                                                                                    | Endemičen v jugozahodni Kitajski                                                          |
| Alžirski brglez (Sitta ledanti)                  |                                | Dolžina 13,5 cm; modro-siv zgornji del, bež spodnji del, samci imajo črna krona in proga ob očesu; samice imajo črna krona in proga ob očesu. | Endemic to northeast Algeria (Fewer than 1,000 pairs)                                     |
| Turški brglez (Sitta krueperi)                   |                                | Dolžina 11,5–12,5 cm; belkasti spodnji del z rdečkastim grlom, večinoma siv zgornji del.                                                      | Turčija, Gruzija, Rusija, grški otok Lesbod. (80.000–170.000 parov)                       |
| Kanadski brglez (Sitta canadensis)               |                                | Dolžina 11 cm; modro-siv zgornji del, rdečkasti spodnji del, bel obraz s črno progo, belo grlo, raven siv kljun in črna krona.                | Zahodna in severna zmerna Severna Amerika, prezimuje v ZDA in južni Kanadi (18 milijonov) |
| Korziški brglez (Sitta whiteheadi)               |                                | Dolžina 12 cm; modro-siv zgornji del, bež spodnji del. Samec ima črna krona in proga, samice ima sivo krono.                                  | Endemičen na Korziki, (c. 2.000 parov)                                                    |
| Kitajski brglez (Sitta villosa)                  |                                | Dolžina 11,5 cm; sivkasti zgornji del, rožnat spodnji del.                                                                                    | Kitajska, Severna in Južna Koreja                                                         |
| Skalni brglez (Sitta neumayer)                   |                                | Dolžina 13,5 cm; belo grlo in spodnji del. Odtenki sive in temne proge ob očesu variirajo po podvrstah.                                       | Vzhodni Balkan do Grčije in Turčije do Irana (130,000)                                    |
| Perzijski brglez (Sitta tephronota)              |                                | Dolžina 16–18 cm; sivkasti zgornji del, belkasti spodnji del, rožnat rep.                                                                     | Severni Irak (Kurdistan) in zahodni Iran do Srednje Azije, (43.000–100.000 v Evropi)      |
| Sibirski brglez (Sitta arctica)                  |                                | Dolžina 15 cm; dolg in tanek kljun, črna proga ob očesu, modro-siv zgornji del, bel spodnji, dolg krempelj.                                   | Vzhodna Sibirija                                                                          |
| White-browed nuthatch (Sitta victoriae)          |                                | Dolžina 11,5 cm; sivkasti zgornji del, večinoma belkasti spodnji del.                                                                         | Endemičen v Mjanmaru                                                                      |
| Belorepi brglez (Sitta himalayensis)             |                                | Dolžina 12 cm; manjši kljun kot pri S. cashmirensis, rdečkasto-oranžen spodnji del.                                                           | Himalaje od severovzhodne Indije do jugozahodne Kitajske, lokalno vzhodno do Vietnama     |
| Evrazijski brglez (Sitta europaea)               |                                | Dolžina 14 cm; črna proga ob očesu, modro-siv zgornji del, rdečkasti in/ali beli spodnji del glede na podvrsto.                               | Zmerna Evrazija (10 milijonov)                                                            |
| Chestnut-vented nuthatch (Sitta nagaensis)       |                                | Dolžina 12,5–14 cm; večinoma svetlo sivi zgornji del, večinoma bel spodnji del, temna očesna proga.                                           | Severovzhodna Indija do severozahodne Tajske                                              |
| Kašmirski brglez (Sitta cashmirensis)            |                                | Dolžina 14 cm; večinoma sivkasti zgornji del, rdečkasti spodnji del s svetlejšim grlom in brado                                               | Vzhodni Afganistan do zahodnega Nepala                                                    |
| Indijski brglez (Sitta castanea)                 |                                | Dolžina 13 cm. | Severna in osrednja Indija                                                                |
| Chestnut-bellied nuthatch (Sitta cinnamoventris) |                                | Dolžina 13 cm; barve se razlikujejo med podvrstami.                                                                                           | Predgorje Himalaje od severovzhodne Indije do zahodnega Yunana in Tajske                  |
| Burmanski brglez (Sitta neglecta)                |                                | Dolžina 13 cm. | Mjanmar do Laosa, Kambodže in južnega Vietnama                                            |